# Grand Prix mondial de snooker
| \| Llandudno Preston Cheltenham \| Sites des tournois |
| Llandudno Preston Cheltenham                          |

Le Grand Prix mondial (World Grand Prix en anglais) est un tournoi annuel de snooker professionnel.

## Histoire
Le tournoi se tient, pour sa première édition, en mars 2015, au Venue Cymru (en) de Llandudno au Pays de Galles et dans la catégorie non-classée.
Le format de l'épreuve est un tableau composé de 32 joueurs invités en fonction de leur classement établi sur une seule année — à l'opposé des classements usuels établis sur deux années — depuis le début de la saison en cours jusqu'au tournoi classé précédent le Grand Prix.
En 2016, le tournoi devient classé, c'est-à-dire comptant pour le classement mondial des joueurs.
Pour sa troisième édition en 2017, le tournoi quitte le Pays de Galles et est organisé au Guild Hall de Preston, dans le comté de Lancashire, en Angleterre. Sa tenue est avancée du mois de mars au mois de février.
À compter de 2019, le tournoi intègre la levée de la coupe Coral (Coral Cup) regroupant deux autres tournois fonctionnant sur le même principe de qualification (à partir du classement annuel) : le championnat des joueurs et le championnat du circuit. C'est aussi à partir de l'édition 2019 que le Grand Prix déménage dans une autre ville anglaise, Cheltenham. Il est remporté cette année là par Judd Trump qui devient le second joueur à s'imposer à deux reprises.
L'Australien Neil Robertson s'impose 10 manches à 8 en 2020. C'est le premier non britannique à remporter le tournoi.
Le tournoi est délocalisé à Hong Kong en 2025. Il s'agit du premier tournoi classé à s'y tenir depuis 35 ans, bien que cette région ait organisé à plusieurs reprises un tournoi non-classé depuis lors (les Masters de Hong Kong). Par conséquent, la dotation totale augmente substantiellement en passant de 380 000 £ à 700 000 £.

## Palmarès
| Année                           | Ville                           | Vainqueur                       | Finaliste                       | Score                           | Saison                          |
| Grand Prix mondial (non classé) | Grand Prix mondial (non classé) | Grand Prix mondial (non classé) | Grand Prix mondial (non classé) | Grand Prix mondial (non classé) | Grand Prix mondial (non classé) |
| ------------------------------- | ------------------------------- | ------------------------------- | ------------------------------- | ------------------------------- | ------------------------------- |
| 2015                            | Llandudno                       | Judd Trump                      | Ronnie O'Sullivan               | 10-7                            | 2014-2015                       |
| Grand Prix mondial (classé)     |                                 |                                 |                                 |                                 |                                 |
| 2016                            | Llandudno                       | Shaun Murphy                    | Stuart Bingham                  | 10-9                            | 2015-2016                       |
| 2017                            | Preston                         | Barry Hawkins                   | Ryan Day                        | 10-7                            | 2016-2017                       |
| 2018                            | Preston                         | Ronnie O'Sullivan               | Ding Junhui                     | 10-3                            | 2017-2018                       |
| 2019                            | Cheltenham                      | Judd Trump (2)                  | Ali Carter                      | 10-7                            | 2018-2019                       |
| 2020 (1)                        | Cheltenham                      | Neil Robertson                  | Graeme Dott                     | 10-8                            | 2019-2020                       |
| 2020 (2)                        | Milton Keynes                   | Judd Trump (3)                  | Jack Lisowski                   | 10-7                            | 2020-2021                       |
| 2021                            | Coventry                        | Ronnie O'Sullivan (2)           | Neil Robertson                  | 10-8                            | 2021-2022                       |
| 2023                            | Cheltenham                      | Mark Allen                      | Judd Trump                      | 10-9                            | 2022-2023                       |
| 2024                            | Leicester                       | Ronnie O'Sullivan (3)           | Judd Trump                      | 10-7                            | 2023-2024                       |
| 2025                            | Hong Kong                       | Neil Robertson (2)              | Stuart Bingham                  | 10-0                            | 2024-2025                       |

## Bilan par pays
| Pays            | Joueurs | Total | Premier titre | Dernier titre |
| --------------- | ------- | ----- | ------------- | ------------- |
| Angleterre      | 4       | 8     | 2015          | 2024          |
| Australie       | 1       | 2     | 2020          | 2025          |
| Irlande du Nord | 1       | 1     | 2023          | 2023          |